# Friidrott vid olympiska sommarspelen 2012

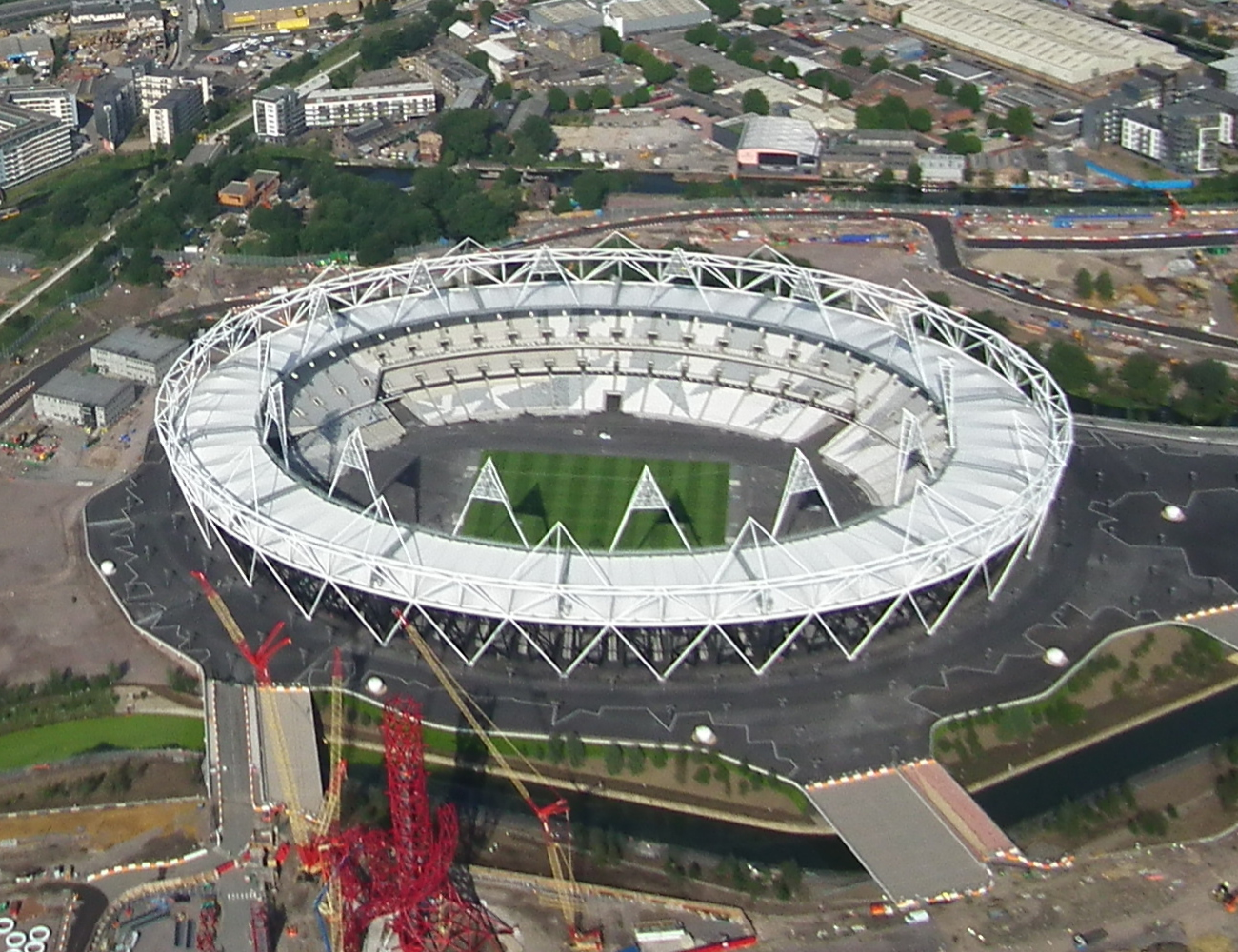
Olympic Park, där tävlingarna hålls.

Friidrott vid olympiska sommarspelen 2012 ägde rum under de 10 sista dagarna av spelen, mellan den 3 och den 12 augusti 2012 på Londons Olympiastadion. De grenar som man tävlade i var desamma som i de senaste olympiska spelen, i Peking 2008.

## Medaljtabell
| Pl.    | Nation                  | Guld | Silver | Brons | Totalt |
| ------ | ----------------------- | ---- | ------ | ----- | ------ |
| 1      | USA                     | 9    | 13     | 7     | 29     |
| 2      | Ryssland                | 8    | 5      | 5     | 18     |
| 3      | Jamaica                 | 4    | 4      | 4     | 12     |
| 4      | Storbritannien          | 4    | 1      | 1     | 6      |
| 5      | Etiopien                | 3    | 1      | 3     | 7      |
| 6      | Kenya                   | 2    | 4      | 5     | 11     |
| 7      | Tyskland                | 1    | 4      | 3     | 8      |
| 8      | Australien              | 1    | 2      | 0     | 3      |
| 9      | Dominikanska republiken | 1    | 1      | 0     | 2      |
| 9      | Frankrike               | 1    | 1      | 0     | 2      |
| 9      | Polen                   | 1    | 1      | 0     | 2      |
| 9      | Turkiet                 | 1    | 1      | 0     | 2      |
| 13     | Kina                    | 1    | 0      | 5     | 6      |
| 14     | Trinidad och Tobago     | 1    | 0      | 3     | 4      |
| 15     | Tjeckien                | 1    | 0      | 1     | 2      |
| 16     | Algeriet                | 1    | 0      | 0     | 1      |
| 16     | Bahamas                 | 1    | 0      | 0     | 1      |
| 16     | Kroatien                | 1    | 0      | 0     | 1      |
| 16     | Grenada                 | 1    | 0      | 0     | 1      |
| 16     | Ungern                  | 1    | 0      | 0     | 1      |
| 16     | Kazakstan               | 1    | 0      | 0     | 1      |
| 16     | Nya Zeeland             | 1    | 0      | 0     | 1      |
| 16     | Uganda                  | 1    | 0      | 0     | 1      |
| 24     | Ukraina                 | 0    | 1      | 2     | 3      |
| 25     | Kuba                    | 0    | 1      | 1     | 2      |
| 26     | Botswana                | 0    | 1      | 0     | 1      |
| 26     | Colombia                | 0    | 1      | 0     | 1      |
| 26     | Guatemala               | 0    | 1      | 0     | 1      |
| 26     | Iran                    | 0    | 1      | 0     | 1      |
| 26     | Sydafrika               | 0    | 1      | 0     | 1      |
| 26     | Slovenien               | 0    | 1      | 0     | 1      |
| 26     | Tunisien                | 0    | 1      | 0     | 1      |
| 33     | Bahrain                 | 0    | 0      | 1     | 1      |
| 33     | Kanada                  | 0    | 0      | 1     | 1      |
| 33     | Estland                 | 0    | 0      | 1     | 1      |
| 33     | Finland                 | 0    | 0      | 1     | 1      |
| 33     | Italien                 | 0    | 0      | 1     | 1      |
| 33     | Japan                   | 0    | 0      | 1     | 1      |
| 33     | Marocko                 | 0    | 0      | 1     | 1      |
| 33     | Puerto Rico             | 0    | 0      | 1     | 1      |
| 33     | Qatar                   | 0    | 0      | 1     | 1      |
| Totalt | Totalt                  | 47   | 47     | 49    | 143    |

## Medaljörer

### Damer

#### Löpgrenar
| Gren                       | Guld                                                                                              | Guld                                                                                              | Silver | Silver | Brons                                                                                         | Brons                                                                                         |
| -------------------------- | ------------------------------------------------------------------------------------------------- | ------------------------------------------------------------------------------------------------- | --- | --- | --------------------------------------------------------------------------------------------- | --------------------------------------------------------------------------------------------- |
| 100 meter detaljer         | Shelly-Ann Fraser-Pryce Jamaica                                                                   | Shelly-Ann Fraser-Pryce Jamaica                                                                   | Carmelita Jeter USA | Carmelita Jeter USA | Veronica Campbell-Brown Jamaica                                                               | Veronica Campbell-Brown Jamaica                                                               |
| 200 meter detaljer         | Allyson Felix USA                                                                                 | Allyson Felix USA                                                                                 | Shelly-Ann Fraser-Pryce Jamaica                                                                                                   | Shelly-Ann Fraser-Pryce Jamaica                                                                                                   | Carmelita Jeter USA                                                                           | Carmelita Jeter USA                                                                           |
| 400 meter detaljer         | Sanya Richards-Ross USA                                                                           | Sanya Richards-Ross USA                                                                           | Christine Ohuruogu Storbritannien                                                                                                 | Christine Ohuruogu Storbritannien                                                                                                 | DeeDee Trotter USA                                                                            | DeeDee Trotter USA                                                                            |
| 800 meter detaljer         | Maria Savinova Ryssland                                                                           | Maria Savinova Ryssland                                                                           | Caster Semenya Sydafrika | Caster Semenya Sydafrika | Jekaterina Poistogova Ryssland                                                                | Jekaterina Poistogova Ryssland                                                                |
| 1500 meter detaljer        | Aslı Çakır Alptekin Turkiet                                                                       | Aslı Çakır Alptekin Turkiet                                                                       | Gamze Bulut Turkiet | Gamze Bulut Turkiet | Maryam Yusuf Jamal Bahrain                                                                    | Maryam Yusuf Jamal Bahrain                                                                    |
| 5000 meter detaljer        | Meseret Defar Etiopien                                                                            | Meseret Defar Etiopien                                                                            | Vivian Cheruiyot Kenya | Vivian Cheruiyot Kenya | Tirunesh Dibaba Etiopien                                                                      | Tirunesh Dibaba Etiopien                                                                      |
| 10000 meter detaljer       | Tirunesh Dibaba Etiopien                                                                          | Tirunesh Dibaba Etiopien                                                                          | Sally Kipyego Kenya | Sally Kipyego Kenya | Vivian Cheruiyot Kenya                                                                        | Vivian Cheruiyot Kenya                                                                        |
| 100 meter häck detaljer    | Sally Pearson Australien                                                                          | Sally Pearson Australien                                                                          | Dawn Harper USA | Dawn Harper USA | Kellie Wells USA                                                                              | Kellie Wells USA                                                                              |
| 400 meter häck detaljer    | Natalja Antiuch Ryssland                                                                          | Natalja Antiuch Ryssland                                                                          | Lashinda Demus USA | Lashinda Demus USA | Zuzana Hejnová Tjeckien                                                                       | Zuzana Hejnová Tjeckien                                                                       |
| 3000 meter hinder detaljer | Julia Zaripova Ryssland                                                                           | Julia Zaripova Ryssland                                                                           | Habiba Ghribi Tunisien | Habiba Ghribi Tunisien | Sofia Assefa Etiopien                                                                         | Sofia Assefa Etiopien                                                                         |
| 4x100 meter detaljer       | USA Allyson Felix Carmelita Jeter Bianca Knight Tianna Madison Jeneba Tarmoh Lauryn Williams      | USA Allyson Felix Carmelita Jeter Bianca Knight Tianna Madison Jeneba Tarmoh Lauryn Williams      | Jamaica Schillonie Calvert Veronica Campbell-Brown Shelly-Ann Fraser-Pryce Samantha Henry-Robinson Sherone Simpson Kerron Stewart | Jamaica Schillonie Calvert Veronica Campbell-Brown Shelly-Ann Fraser-Pryce Samantha Henry-Robinson Sherone Simpson Kerron Stewart | Ukraina Jelyzaveta Bryzhina Olesia Povch Maria Rjemjen Chrystyna Stuj                         | Ukraina Jelyzaveta Bryzhina Olesia Povch Maria Rjemjen Chrystyna Stuj                         |
| 4x400 meter detaljer       | USA Keshia Baker Allyson Felix Diamond Dixon Francena McCorory Sanya Richards-Ross DeeDee Trotter | USA Keshia Baker Allyson Felix Diamond Dixon Francena McCorory Sanya Richards-Ross DeeDee Trotter | Ryssland Natalja Antiuch Tatiana Firova Julija Gusjtjina Anastasia Kapatjinskaja Antonina Krivosjapka Natalja Nazarova            | Ryssland Natalja Antiuch Tatiana Firova Julija Gusjtjina Anastasia Kapatjinskaja Antonina Krivosjapka Natalja Nazarova            | Jamaica Christine Day Shereefa Lloyd Rosemarie Whyte Shericka Williams Novlene Williams-Mills | Jamaica Christine Day Shereefa Lloyd Rosemarie Whyte Shericka Williams Novlene Williams-Mills |

#### Hoppgrenar
| Gren               | Guld                      | Guld                      | Silver                     | Silver                     | Brons                      | Brons                      |
| ------------------ | ------------------------- | ------------------------- | -------------------------- | -------------------------- | -------------------------- | -------------------------- |
| Längdhopp detaljer | Brittney Reese USA        | Brittney Reese USA        | Jelena Sokolova Ryssland   | Jelena Sokolova Ryssland   | Janay DeLoach USA          | Janay DeLoach USA          |
| Tresteg detaljer   | Olga Rypakova Kazakstan   | Olga Rypakova Kazakstan   | Caterine Ibargüen Colombia | Caterine Ibargüen Colombia | Olha Saladucha Ukraina     | Olha Saladucha Ukraina     |
| Höjdhopp detaljer  | Anna Ttjitjerova Ryssland | Anna Ttjitjerova Ryssland | Brigetta Barrett USA       | Brigetta Barrett USA       | Svetlana Sjkolina Ryssland | Svetlana Sjkolina Ryssland |
| Stavhopp detaljer  | Jennifer Suhr USA         | Jennifer Suhr USA         | Yarisley Silva Kuba        | Yarisley Silva Kuba        | Jelena Isinbajeva Ryssland | Jelena Isinbajeva Ryssland |

#### Kastgrenar
| Gren                   | Guld                       | Guld                       | Silver                        | Silver                        | Brons                  | Brons                  |
| ---------------------- | -------------------------- | -------------------------- | ----------------------------- | ----------------------------- | ---------------------- | ---------------------- |
| Kulstötning detaljer   | Valerie Adams Nya Zeeland  | Valerie Adams Nya Zeeland  | Jevgenija Kolodko Ryssland    | Jevgenija Kolodko Ryssland    | Gong Lijiao Kina       | Gong Lijiao Kina       |
| Diskus detaljer        | Sandra Perković Kroatien   | Sandra Perković Kroatien   | Darja Pisjtjalnikova Ryssland | Darja Pisjtjalnikova Ryssland | Li Yanfeng Kina        | Li Yanfeng Kina        |
| Spjutkastning detaljer | Barbora Špotáková Tjeckien | Barbora Špotáková Tjeckien | Christina Obergföll Tyskland  | Christina Obergföll Tyskland  | Linda Stahl Tyskland   | Linda Stahl Tyskland   |
| Slägga detaljer        | Tatjana Lysenko Ryssland   | Tatjana Lysenko Ryssland   | Anita Włodarczyk Polen        | Anita Włodarczyk Polen        | Betty Heidler Tyskland | Betty Heidler Tyskland |

#### Mångkamp
| Gren             | Guld                         | Guld                         | Silver                     | Silver                     | Brons                     | Brons                     |
| ---------------- | ---------------------------- | ---------------------------- | -------------------------- | -------------------------- | ------------------------- | ------------------------- |
| Sjukamp detaljer | Jessica Ennis Storbritannien | Jessica Ennis Storbritannien | Lilli Schwarzkopf Tyskland | Lilli Schwarzkopf Tyskland | Tatjana Tjernova Ryssland | Tatjana Tjernova Ryssland |

#### Gång och maraton
| Gren                | Guld                       | Guld                       | Silver                  | Silver                  | Brons                      | Brons                      |
| ------------------- | -------------------------- | -------------------------- | ----------------------- | ----------------------- | -------------------------- | -------------------------- |
| 20 km gång detaljer | Jelena Lasjmanova Ryssland | Jelena Lasjmanova Ryssland | Olga Kaniskina Ryssland | Olga Kaniskina Ryssland | Qieyang Shenjie Kina       | Qieyang Shenjie Kina       |
| Maraton detaljer    | Tiki Gelana Etiopien       | Tiki Gelana Etiopien       | Priscah Jeptoo Kenya    | Priscah Jeptoo Kenya    | Tatiana Archipova Ryssland | Tatiana Archipova Ryssland |

### Herrar

#### Löpgrenar
| Gren                       | Guld                                                                                             | Guld                                                                                             | Silver                                                                         | Silver                                                                         | Brons                                                                             | Brons                                                                             |
| -------------------------- | ------------------------------------------------------------------------------------------------ | ------------------------------------------------------------------------------------------------ | ------------------------------------------------------------------------------ | ------------------------------------------------------------------------------ | --------------------------------------------------------------------------------- | --------------------------------------------------------------------------------- |
| 100 meter detaljer         | Usain Bolt Jamaica                                                                               | Usain Bolt Jamaica                                                                               | Yohan Blake Jamaica                                                            | Yohan Blake Jamaica                                                            | Justin Gatlin USA ‎                                                                | Justin Gatlin USA ‎                                                                |
| 200 meter detaljer         | Usain Bolt Jamaica                                                                               | Usain Bolt Jamaica                                                                               | Yohan Blake Jamaica                                                            | Yohan Blake Jamaica                                                            | Warren Weir Jamaica                                                               | Warren Weir Jamaica                                                               |
| 400 meter detaljer         | Kirani James Grenada                                                                             | Kirani James Grenada                                                                             | Luguelín Santos Dominikanska republiken                                        | Luguelín Santos Dominikanska republiken                                        | Lalonde Gordon Trinidad och Tobago                                                | Lalonde Gordon Trinidad och Tobago                                                |
| 800 meter detaljer         | David Lekuta Rudisha Kenya                                                                       | David Lekuta Rudisha Kenya                                                                       | Nijel Amos Botswana                                                            | Nijel Amos Botswana                                                            | Timothy Kitum Kenya                                                               | Timothy Kitum Kenya                                                               |
| 1500 meter detaljer        | Taoufik Makhloufi Algeriet                                                                       | Taoufik Makhloufi Algeriet                                                                       | Leonel Manzano USA                                                             | Leonel Manzano USA                                                             | Abdalaati Iguider Marocko                                                         | Abdalaati Iguider Marocko                                                         |
| 5000 meter detaljer        | Mo Farah Storbritannien                                                                          | Mo Farah Storbritannien                                                                          | Dejen Gebremeskel Etiopien                                                     | Dejen Gebremeskel Etiopien                                                     | Thomas Longosiwa Kenya                                                            | Thomas Longosiwa Kenya                                                            |
| 10000 meter detaljer       | Mo Farah Storbritannien                                                                          | Mo Farah Storbritannien                                                                          | Galen Rupp USA                                                                 | Galen Rupp USA                                                                 | Tariku Bekele Etiopien                                                            | Tariku Bekele Etiopien                                                            |
| 110 meter häck detaljer    | Aries Merritt USA                                                                                | Aries Merritt USA                                                                                | Jason Richardson USA                                                           | Jason Richardson USA                                                           | Hansle Parchment Jamaica                                                          | Hansle Parchment Jamaica                                                          |
| 400 meter häck detaljer    | Félix Sánchez Dominikanska republiken                                                            | Félix Sánchez Dominikanska republiken                                                            | Michael Tinsley USA                                                            | Michael Tinsley USA                                                            | Javier Culson Puerto Rico                                                         | Javier Culson Puerto Rico                                                         |
| 3000 meter hinder detaljer | Ezekiel Kemboi Kenya                                                                             | Ezekiel Kemboi Kenya                                                                             | Mahiedine Mekhissi-Benabbad Frankrike                                          | Mahiedine Mekhissi-Benabbad Frankrike                                          | Abel Kiprop Mutai Kenya                                                           | Abel Kiprop Mutai Kenya                                                           |
| 4x100 meter detaljer       | Jamaica Kemar Bailey-Cole Yohan Blake Usain Bolt Nesta Carter Michael Frater                     | Jamaica Kemar Bailey-Cole Yohan Blake Usain Bolt Nesta Carter Michael Frater                     | USA Ryan Bailey Jeff Demps Trell Kimmons Justin Gatlin Tyson Gay Darvis Patton | USA Ryan Bailey Jeff Demps Trell Kimmons Justin Gatlin Tyson Gay Darvis Patton | Trinidad och Tobago Keston Bledman Marc Burns Emmanuel Callander Richard Thompson | Trinidad och Tobago Keston Bledman Marc Burns Emmanuel Callander Richard Thompson |
| 4x400 meter detaljer       | Bahamas Chris Brown Michael Mathieu Ramon Miller Demetrius Pinder Wesley Neymour Andrae Williams | Bahamas Chris Brown Michael Mathieu Ramon Miller Demetrius Pinder Wesley Neymour Andrae Williams | USA Joshua Mance Manteo Mitchell Tony McQuay Bryshon Nellum Angelo Taylor      | USA Joshua Mance Manteo Mitchell Tony McQuay Bryshon Nellum Angelo Taylor      | Trinidad och Tobago Ade Alleyne-Forte Lalonde Gordon Deon Lendore Jarrin Solomon  | Trinidad och Tobago Ade Alleyne-Forte Lalonde Gordon Deon Lendore Jarrin Solomon  |

#### Hoppgrenar
| Gren               | Guld                           | Guld                           | Silver                   | Silver                   | Brons                         | Brons                      |
| ------------------ | ------------------------------ | ------------------------------ | ------------------------ | ------------------------ | ----------------------------- | -------------------------- |
| Längdhopp detaljer | Greg Rutherford Storbritannien | Greg Rutherford Storbritannien | Mitchell Watt Australien | Mitchell Watt Australien | Will Claye USA                | Will Claye USA             |
| Tresteg detaljer   | Christian Taylor USA           | Christian Taylor USA           | Will Claye USA           | Will Claye USA           | Fabrizio Donato Italien       | Fabrizio Donato Italien    |
| Höjdhopp detaljer  | Ivan Uchov Ryssland            | Ivan Uchov Ryssland            | Erik Kynard USA          | Erik Kynard USA          | Mutaz Essa Barshim Qatar      |                            |
| Höjdhopp detaljer  | Ivan Uchov Ryssland            | Ivan Uchov Ryssland            | Erik Kynard USA          | Erik Kynard USA          | Derek Drouin Kanada           |                            |
| Höjdhopp detaljer  | Ivan Uchov Ryssland            | Ivan Uchov Ryssland            | Erik Kynard USA          | Erik Kynard USA          | Robbie Grabarz Storbritannien |                            |
| Stavhopp detaljer  | Renaud Lavillenie Frankrike    | Renaud Lavillenie Frankrike    | Björn Otto Tyskland      | Björn Otto Tyskland      | Raphael Holzdeppe Tyskland    | Raphael Holzdeppe Tyskland |

#### Kastgrenar
| Gren                   | Guld                                | Guld                                | Silver                       | Silver                       | Brons                   | Brons                   |
| ---------------------- | ----------------------------------- | ----------------------------------- | ---------------------------- | ---------------------------- | ----------------------- | ----------------------- |
| Kulstötning detaljer   | Tomasz Majewski Polen               | Tomasz Majewski Polen               | David Storl Tyskland         | David Storl Tyskland         | Reese Hoffa USA         | Reese Hoffa USA         |
| Diskus detaljer        | Robert Harting Tyskland             | Robert Harting Tyskland             | Ehsan Hadadi Iran            | Ehsan Hadadi Iran            | Gerd Kanter Estland     | Gerd Kanter Estland     |
| Spjutkastning detaljer | Keshorn Walcott Trinidad och Tobago | Keshorn Walcott Trinidad och Tobago | Oleksandr Pyatnytsya Ukraina | Oleksandr Pyatnytsya Ukraina | Antti Ruuskanen Finland | Antti Ruuskanen Finland |
| Slägga detaljer        | Krisztián Pars Ungern               | Krisztián Pars Ungern               | Primož Kozmus Slovenien      | Primož Kozmus Slovenien      | Koji Murofushi Japan    | Koji Murofushi Japan    |

#### Mångkamp
| Gren             | Guld             | Guld             | Silver          | Silver          | Brons              | Brons              |
| ---------------- | ---------------- | ---------------- | --------------- | --------------- | ------------------ | ------------------ |
| Tiokamp detaljer | Ashton Eaton USA | Ashton Eaton USA | Trey Hardee USA | Trey Hardee USA | Leonel Suárez Kuba | Leonel Suárez Kuba |

#### Gång och maraton
| Gren                | Guld                     | Guld                     | Silver                   | Silver                   | Brons                   | Brons                   |
| ------------------- | ------------------------ | ------------------------ | ------------------------ | ------------------------ | ----------------------- | ----------------------- |
| 20 km gång detaljer | Chen Ding Kina           | Chen Ding Kina           | Erick Barrondo Guatemala | Erick Barrondo Guatemala | Wang Zhen Kina          | Wang Zhen Kina          |
| 50 km gång detaljer | Jared Tallent Australien | Jared Tallent Australien | Si Tianfeng Kina         | Si Tianfeng Kina         | Robert Heffernan Irland | Robert Heffernan Irland |
| Maraton detaljer    | Stephen Kiprotich Uganda | Stephen Kiprotich Uganda | Abel Kirui Kenya         | Abel Kirui Kenya         | Wilson Kiprotich Kenya  | Wilson Kiprotich Kenya  |

Denna tabell: visa • redigera